# Çeltikyolu, Şirvan
Çeltikyolu là một xã thuộc huyện Şirvan, tỉnh Siirt, Thổ Nhĩ Kỳ. Dân số thời điểm năm 2008 là 413 người.